# Volcacius Sedigitus
Volcacius Sedigitus („der Sechsfingrige“) war ein römischer Autor. Er lebte um 100 v. Chr. oder später und verfasste einen Liber de poetis („Buch über die Dichter“) in jambischen Senaren. Erhalten geblieben sind nur vier Fragmente über römische Komödiendichter (Palliata), drei davon über Terenz. In dem vierten Fragment wird in 13 Versen die Rangordnung von zehn Komödiendichtern behandelt.